# Cordulegaster trinacriae
Cordulegaster trinacriae é uma espécie de libelinha da família Cordulegastridae.
É endémica de Itália.
Os seus habitats naturais são: florestas secas tropicais ou subtropicais, rios.
Está ameaçada por perda de habitat.